# Христо Джорлев
Христо (Ицо) Джорлев е български революционер, деец на Вътрешната македоно-одринска революционна организация (ВМОРО).

## Биография
Христо Джорлев е роден в град Кукуш, тогава в Османската империя, днес Килкис в Гърция. Влиза във ВМОРО и изпълнява терористични поръчения от Централния комитет.
През май 1898 година по заповед на Дамян Груев, Ицо Джорлев заедно с Андон Кьосето, подпомогнати от гевгелийските лидери на ВМОРО Аргир Манасиев, Илия Докторов и Иван Телятинов, убиват в Гевгели пред очите на каймакамина влаха Христо Цицов (Цицо), виден водач на гъркоманската партия в града, доносник на властите. След убийството от Солун по организационен канал е изпратен за България. Оттам не след дълго заминава с четата на Кръстю Българията за Тиквешко. По време на Илинденско-Преображенското въстание е в сборната чета на Кръстьо Асенов. Загива в сражение с турски аскер в Тиквешко.
Христо Джорлев е дядо на изтъкнатият македонски музикант и композитор Наско Джорлев.